# Nazionale di slittino dell'Ucraina
La nazionale di slittino dell'Ucraina è la rappresentativa nazionale dell'Ucraina in tutte le manifestazioni dello slittino, dalle Olimpiadi ai mondiali, passando per gli europei e la Coppa del Mondo.
Raggruppa tutta gli slittinisti di nazionalità ucraina selezionati dagli appositi organi ed è attualmente posta sotto l'egida della Federacija sannyj sport Ukraïny (Федерации санний спорт України); sono inoltre previste squadre giovanili, che prendono parte ai Giochi olimpici giovanili, ai mondiali juniores, alle Coppe del Mondo juniores e giovani, nonché a tutte le altre manifestazioni internazionali di categoria.

## Storia
Dopo il periodo trascorso come repubblica federativa facente parte dell'Unione Sovietica, l'Ucraina acquistò la propria indipendenza il 10 dicembre 1991; le prime avvisaglie del cambiamento si ebbero già dalla seconda metà degli anni ottanta dopo che la politica riformista voluta dall'allora neoeletto presidente sovietico Michail Gorbačëv aveva portato ad una decentralizzazione del potere favorendo una maggiore autonomia delle singole autorità locali e che nel 1990 si tradusse, da parte dei paesi baltici dell'Unione -e precisamente dell'Estonia, della Lettonia e della Lituania- in un processo per ottenere il ripristino dell'indipendenza. La spallata definitiva che portò alla Dissoluzione dell'Unione Sovietica si ebbe il 19 agosto 1991, quando il tentativo di colpo di stato, voluto da alcuni massimi esponenti del PCUS per deporre Gorbacëv e fermare questa crescente desiderio di autonomia da parte delle altre singole repubbliche formanti l'Unione Sovietica, fallì dopo soli tre giorni facendo sì che il presidente Gorbacëv ritornasse nuovamente al potere; questo fatto diede ancor più forza al processo liberista ed il 24 agosto il Soviet Supremo della Repubblica Socialista Sovietica Ucraina approvò la dichiarazione d'indipendenza dell'Ucraina e l'8 dicembre 1991, soli pochi mesi dopo la definitiva indipendenza delle tre repubbliche baltiche, il presidente della RSFS ucraina Leonid Kravčuk, firmò, insieme ai presidenti di altre due Repubbliche formanti l'Unione, quella russa e quella bielorussa, il trattato di Belaveža che sancì la dissoluzione dello Stato sovietico e la contemporanea nascita di una confederazione di stati sovrani, chiamata Comunità degli Stati Indipendenti. Con la ratifica dell'accordo disposta dal Soviet della RSFS ucraina avvenuta due giorni più tardi l'Ucraina divenne quindi uno stato indipendente.
Questo sconvolgimento all'interno della nazione sovietica coinvolse ovviamente anche la squadra di slittino, che conseguentemente prima dell'inizio della stagione 1991/92 subì dapprima la divisione dagli atleti lettoni, che si presentarono al via delle competizioni con una propria nazionale, e poco dopo l'inizio di quella stessa stagione agonistica vide i propri atleti passare nell'arco di quattro mesi dal difendere la bandiera dell'Unione Sovietica, che sventolò per l'ultima volta su un podio di Coppa del Mondo ad Altenberg il 17 novembre 1991 grazie al secondo posto ottenuto dal doppio formato da Al'bert Demčenko ed Aleksej Zelenskij, a quella della Comunità degli Stati Indipendenti, per giungere infine a quella olimpica, sotto la quale parteciparono ai Giochi di Albertville 1992 con il nome di Squadra Unificata.
Dalla stagione successiva la nazionale ucraina fece il suo debutto nelle gare slittinistiche internazionali: tale squadra annoverava tra le sue file Natalija Jakušenko, ad oggi l'unica atleta capace di ottenere risultati di rilievo in competizioni internazionali per l'Ucraina, che in carriera salì per otto volte sul podio in tappe di Coppa del Mondo nel singolo e soprattutto conquistò il terzo posto ai campionati mondiali di Lake Placid 2009 nella gara individuale, bissando la medaglia di bronzo ottenuta diciannove anni prima nella rassegna iridata di Calgary 1990 nella prova a squadre, quando ancora gareggiava sotto la bandiera sovietica. Nei Giochi olimpici il miglior risultato nel singolo femminile appartiene invece a Lilija Ludan, l'unica altra slittinista ucraina a salire su un podio di Coppa -nella stagione 1989/90 quando ancora difendeva i colori dell'Unione Sovietica- che ottenne per due volte il sesto posto: a Salt Lake City 2002 ed a Torino 2006.
Oltre alla Ludan ed alla Jakušenko gli unici altri piazzamenti nei primi dieci posti alle Olimpiadi sono stati ottenuti dal doppio composto da Ihor Urbans'kyj ed Andrij Muchin che giunsero ottavi a Lillehammer 1994 e settimi a Nagano 1998. Nel singolo uomini la prima partecipazione degli slittinisti ucraini si ebbe a Soči 2014 con la ventottesima posizione raggiunta da Andrij Kis' e la trentunesima di Andrij Mandzij; nella gara a squadre, disputata per la prima volta a Soči 2014, la formazione composta da Olena Šchumova, Kis', Oleksandr Obolončyk e Roman Zacharkiv concluse la prova all'undicesimo posto.